# BAP Casma (R-2)
Le BAP Casma initialement appelé BAP R-2, est l’un des sous-marins commandés par la marine péruvienne à la Electric Boat Company. Il a été rebaptisé Casma en l’honneur du combat de Casma, qui a eu lieu le 12 janvier 1839, lors de la guerre contre la Confédération péruvio-bolivienne (1836-1839).

## Contexte historique
Après le désarmement des submersibles Teniente Ferré et Teniente Palacios, la marine péruvienne était dans une période d’inactivité matérielle en matière de sous-marins. Après une situation diplomatique délicate avec le Chili (en raison de la question de Tacna et d'Arica) et au vu du profond déséquilibre entre la marine chilienne et la marine péruvienne, une commande a été émise pour construire deux sous-marins aux États-Unis.

## Arrivée au Pérou et visite officielle au Chili
Le R-2 a appareillé le 20 novembre 1926, aux côtés de son sister-ship le R-1, vers le port de Callao, où il est arrivé le 12 décembre. Quatre ans plus tard, avec les sous-marins R-1, R-3 et R-4, il fit partie de l’escadre qui accompagna les croiseurs Almirante Grau et Coronel Bolognesi vers le port chilien de Valparaíso, lors d’une visite officielle à l’occasion de la signature du traité de Lima entre ces deux pays.

## Guerre colombo-péruvienne
En 1932, le sous-marin R-2 reçoit son baptême du feu en intervenant dans la guerre colombo-péruvienne, avec le sous-marin R-3 et le croiseur Coronel Bolognesi. Ils bloquent la côte Pacifique de la Colombie, forçant ce pays à créer une base d’hydravions à Buenaventura et une autre à Carthagène des Indes. Il y a également affronté des mercenaires engagés par l’État colombien.

## Guerre péruvienne-équatorienne
En 1941, au début du conflit avec l’Équateur, le R-2 se trouvait depuis le 9 mai à Talara avec le R-1 pour effectuer des exercices et des patrouilles sur la côte nord. Il se dirigea immédiatement vers le théâtre des opérations. Basés à Puerto Pizarro, les deux sous-marins ont effectué une reconnaissance à l’embouchure du canal de Jambelí afin de détecter la présence éventuelle d’artillerie équatorienne.
En raison du retrait total des navires équatoriens vers Guayaquil, et étant donné qu’il n’y avait plus de menace sur le littoral, les navires de la marine péruvienne se replièrent vers Callao. Le R-2 partira le 23 décembre 1941.

## Révision, changement de nom et désarmement
En 1950, il a été envoyé aux États-Unis pour une révision. En 1957, le R-2 a été rebaptisé Casma. L’année suivante, en raison de l’achat de sous-marins plus modernes, toutes les unités de classe R appartenant à la marine péruvienne ont été radiées après 32 ans de service.